# Bunocephalus quadriradiatus
Bunocephalus quadriradiatus és una espècie de peix de la família dels aspredínids i de l'ordre dels siluriformes.

## Morfologia
- Els mascles poden assolir 3,2 cm de longitud total.[5][6]

## Hàbitat
És un peix d'aigua dolça i de clima tropical (20 °C-25 °C).

## Distribució geogràfica
Es troba a Sud-amèrica: conca del riu Amazones.